# Kunovac Kupirovački
Kunovac Kupirovački je selo u Zadarskoj županiji. 

## Upravna organizacija
Upravno pripada općini Gračcu.

## Zemljopisni položaj
Sjeverno je Gornji Srb a jugozapadno Kupirovo. Istočno su Dugopolje i Kaldrma.

## Promet
Nalazi se na lokalnoj cesti koja je odvojak državne ceste D218 koji ide od Kupirova.

## Stanovništvo
Prema popisu iz 2011. Kupinovac Kupirovački je imao 37 stanovnika.
| broj stanovnika |       |       |       | 351   | 405   | 406   | 413   | 349   | 259   | 254   | 232   | 194   | 133   | 103   | 35    | 37    | 29    |
|                 | 1857. | 1869. | 1880. | 1890. | 1900. | 1910. | 1921. | 1931. | 1948. | 1953. | 1961. | 1971. | 1981. | 1991. | 2001. | 2011. | 2021. |